# Ciuppìn
Il ciuppìn o ciupìn è una zuppa di pesce tradizionale della Liguria, specie del territorio compreso fra Lavagna, Chiavari e Sestri Levante (Genova). A San Francisco (Stati Uniti d'America), ove il piatto è diventato tipico, la pietanza prende il nome di cioppino.

## Etimologia
Sebbene si pensi che cioppino, il termine usato per indicare il piatto negli USA, provenga dal termine inglese "chip-in", che significa "contribuire" e che veniva utilizzata dai pescatori di San Francisco quando elemosinavano il cibo, la parola deriva in realtà dal ligure "ciuppìn", che può indicare al contempo una "piccola zuppa" oppure il tagliare a pezzetti degli avanzi di cibo che servivano a preparare lo stufato.

## Storia
Il ciuppìn veniva in origine preparato dai pescatori liguri sulle loro barche utilizzando i pesci di scarto e quindi invendibili. Alla fine dell'Ottocento gli immigrati genovesi, che risiedevano nel quartiere di North Beach di San Francisco, elemosinavano il cibo ad altri pescatori quando non riuscivano a catturare nessun pesce dopo aver pescato al largo del molo di Meiggs Wharf. Coloro che cedevano i pesci pescati si aspettavano a loro volta di ricevere il medesimo trattamento nel caso si fossero trovati a mani vuote in futuro. Con il passare del tempo, il cioppino divenne una specialità dei ristoranti italiani di San Francisco. Il primo documento stampato che descrive il piatto proviene da un volume del The San Francisco Call pubblicato nel 1901, ove viene descritto il "chespini". La parola "cioppino" in riferimento al piatto apparve invece in The Refugee's Cookbook del 1906, un ricettario per gli sfollati reduci dal grave terremoto di quell'anno.
In Italia, il ciuppìn è un PAT della Liguria.

## Descrizione
La ricetta originale italiana del ciuppìn si prepara usando prodotti ittici assortiti, fra cui scorfani, gallinelle, rane pescatrici, gronghi, seppie e crostacei. Il tutto viene insaporito con pomodori, cipolle, aglio, vino, e prezzemolo tritato. Il piatto viene in genere servito con del pane abbrustolito.
Nella sua versione di San Francisco, il cioppino è uno stufato di pesce e salsa di pomodoro ricavato con il pescato del giorno, fra cui granchi Dungeness, vongole, gamberi, capesante, cozze, calamari e pesci dell'Oceano Pacifico. Il tutto viene condito con pomodori freschi e salsa di vino. Il cioppino può essere accompagnato a del pane tostato che può essere a base di lievito naturale o una baguette. Durante la preparazione, i frutti di mare sono cotti nel brodo e serviti ancora nel guscio.

## Alimenti simili
Il ciuppìn condivide le sue origini con altri piatti a base di pesce simili della cucina italiana fra cui il cacciucco toscano e il brodetto di pesce abruzzese. Altri piatti simili alla ricetta di San Francisco si trovano nelle regioni costiere di tutto il Mediterraneo, come quelle del Portogallo e della Grecia. Altri piatti simili sono il suquet de peix catalano e la bouillabaisse provenzale. Una variante del cioppino americano è il lazy man's cioppino ("cioppino del pigro"), dove le conchiglie sono servite sgusciate.